# Pteromaja
Pteromaja is een geslacht van kreeftachtigen uit de klasse van de Malacostraca (hogere kreeftachtigen).

## Soort
- Pteromaja maklayi Ng & Anker, 2014